# Organisation de coopération économique
L'Organisation de coopération économique (OCE) (en anglais Economic Cooperation Organization, ou ECO) est une organisation intergouvernementale comprenant sept nations asiatiques et trois eurasiennes. Elle fournit une plate-forme pour les discussions visant à favoriser le développement, promouvoir le commerce international et trouver des opportunités d'investissement. L'OCE est une organisation ad hoc régie par le chapitre VIII de la Charte des Nations unies. L'objectif commun est d'établir un marché unique pour les biens et services, à l'image de ce qui se fait actuellement dans l'Union européenne. Le secrétariat de l'organisation ainsi que son département culturel sont situés à Téhéran, en Iran, alors que ses bureaux économique et scientifiques sont respectivement situés en Turquie et au Pakistan. Les membres de l'organisation représentent une population de 416 millions de personnes sur une superficie de 8 620 697 km2.

## Histoire

### Création et expansion
Initialement fondée en 1967 sous le nom de Coopération régionale pour le développement (en anglais "Regional Cooperation for Development") par les républiques islamiques d'Iran et du Pakistan et  la république de Turquie, elle prend son nom actuel en 1985. S'intégreront au cours des années 90 les autres membres de l'organisation, à savoir la république islamique d'Afghanistan, la république d'Azerbaïdjan, la république du Kazakhstan, la République kirghize, la république du Tadjikistan, le Turkménistan et la république d'Ouzbékistan.

### Le projet ECO Vision - 2025
Lancé en 2017 lors du 13 sommet de l'Organisation à Islamabad, à la suite de l'échec de la mise en place du projet ECO Vision - 2015 adopté en 2005 qui avait subi le revers de la crise économique de 2007, le projet ECO Vision 2017 est une feuille de route qui vise notamment à développer parmi les pays membres les secteurs du commerce, du transport et de la connectivité, de l'énergie, du tourisme, de la croissance économique et de la productivité, et du bien-être social et environnement, tout en continuant à renforcer le libre échange entre les Etats. 

## Pays membres
| Pays         | Capitale  | Superficie (km²) | Population (2010) | Densité (km²) | PIB (2010) (nominal)  | PIB (2010) (par tête) | Monnaie | Langues officielles |
| ------------ | --------- | ---------------- | ----------------- | ------------- | --------------------- | --------------------- | ------- | ------------------- |
| Afghanistan  | Kaboul    | 647 500          | 29 662 000        | 46            | 16 968 millions de $  | 572 $                 | Afghani | Dari, pachtoune     |
| Azerbaïdjan  | Bakou     | 86 600           | 9 040 000         | 104           | 51 787 millions de $  | 5 728 $               | Manat   | Azéri               |
| Iran         | Téhéran   | 1 648 195        | 75 350 000        | 46            | 359 970 millions de $ | 4 777 $               | Rial    | Persan              |
| Kazakhstan   | Astana    | 2 724 900        | 15 584 000        | 6             | 126 346 millions de $ | 8 107 $               | Tengue  | Kazakh              |
| Kirghizistan | Bichkek   | 199 900          | 5 444 000         | 27            | 5 122 millions de $   | 940 $                 | Som     | Kirghize, russe     |
| Pakistan     | Islamabad | 803 940          | 166 578 000       | 207           | 177 901 millions de $ | 1 068 $               | Roupie  | Ourdou, anglais     |
| Tadjikistan  | Douchanbé | 143 100          | 6 536 000         | 46            | 5 499 millions de $   | 841 $                 | Somoni  | Tadjik              |
| Turquie      | Ankara    | 783 562          | 71 428 000        | 91            | 710 737 millions de $ | 9 950 $               | Livre   | Turc                |
| Turkménistan | Achgabat  | 488 100          | 5 439 000         | 11            | 20 232 millions de $  | 3 720 $               | Manat   | Turkmène            |
| Ouzbékistan  | Tachkent  | 447 400          | 28 246 000        | 63            | 37 290 millions de $  | 1 320 $               | Sum     | Ouzbek              |